# The Silva of North America
The Silva of North America (abreviado Silva o Silva (Sargent)) es un libro con ilustraciones y descripciones botánicas escrito por el botánico estadounidense Charles Sprague Sargent. Fue publicado en 14 volúmenes entre los años 1890 y 1902.

## Publicación
- Volumen n.º 1, 1 Oct 1890;
- Volumen n.º 2, 23 May 1891;
- Volumen n.º 3, 21 Jan 1892;
- Volumen n.º 4, 2 Jul 1892;
- Volumen n.º 5, 30 Dec 1893;
- Volumen n.º 6, 18 May 1894;
- Volumen n.º 7, 1 Feb 1895;
- Volumen n.º 8, 20 Sep 1895;
- Volumen n.º 9, 16 Mar 1896;
- Volumen n.º 10, 28 Nov 1896;
- Volumen n.º 11, 29 Apr 1898;
- Volumen n.º 12, 10 Jan 1899;
- Volumen n.º 13, 15 Dec 1902;
- Volumen n.º 14, 15 Dec 1902